# 天嘉 (イベント)
天嘉（デンジャー）は、日本のレコード会社であるデンジャークルー・レコードが主催するライブイベント。2002年にクラブチッタ川崎にてレーベル創設20周年を祝う目的で開催。翌2003年からは日本武道館に会場を移し、毎年恒例企画として2006年まで開催された。なお、2007年以降はイベント名を「JACK IN THE BOX」へと改めて開催している。

## 来歴
- 2002年
  - 12月29日、クラブチッタ川崎にて「天嘉」開催。
  - 出演者は、茂木みゆき、ムック、BUG、SONS OF ALL PUSSYS、44MAGNUM
- 2003年
  - 12月26日、日本武道館にて「天嘉-弐- [DANGER II]」開催。
  - 出演者は、TETSU69、Velvet Spider、BUG、acid android、ムック、SONS OF ALL PUSSYS。さらにスペシャルゲストとして、L'Arc〜en〜Cielがシークレットで登場している。
- 2004年
  - 12月25日、日本武道館にて「天嘉-参- [DANGER III]」開催。
  - 出演者は、SONS OF ALL PUSSYS、Velvet Spider、シド、BUG、ラヴィアンローズ、ムック、acid android、TETSU69、BLAZE、P'UNK〜EN〜CIEL、P'UNK〜EN〜CIEL feat.P'UNK青木。さらにスペシャルゲストとして、L'Arc〜en〜Cielがシークレットで登場している。
- 2005年
  - 12月25日、日本武道館にて「天嘉-四- [DANGER IV]」開催。
  - 出演者は、シド、激楽隊、杉本善徳、Hell‘n’Back、ラヴィアンローズ、Ra:IN、Velvet Spider、SONS OF ALL PUSSYS、BUG、ムック、Creature Creature（シークレット）、acid android、西野亮廣とおかめシスターズ、DANGER CRUE SUPER ALL STARS
- 2006年
  - 12月25日、日本武道館にて「天嘉-伍- [DANGER V]」開催。
  - 出演者は、girugämesh（ギルガメッシュ）、Creature Creature、Ken、シド、杉本善徳、SONS OF ALL PUSSYS、tetsu、BUG、176BIZ、BLAZE、Velvet Spider、ムック、Lion Heads、ラヴィアンローズ、ROACH、hyde（セッションのみ）、DANGER CRUE SUPER ALL STARS